# Justicia fusagasugana
Justicia fusagasugana är en akantusväxtart som beskrevs av Emery Clarence Leonard. Justicia fusagasugana ingår i släktet Justicia och familjen akantusväxter. Inga underarter finns listade i Catalogue of Life.